# گندراسویان
گندراسویان (انگلیسی: Mephitidae) خانواده ای از پستانداران است که معمولاً به نام اسکانک شناخته می‌شوند. آنها در قاره آمریکا یافت می‌شوند و به دلیل رنگ سیاه و سفید و همچنین بوی متمایز خود شناخته شده‌اند. اسکنک‌ها جانوران شبگردی هستند که همه چیزخوار هستند و رژیم غذایی متشکل از حشرات، پستانداران کوچک و پوشش گیاهی دارند. شناخته شده‌ترین ویژگی Mephitidae توانایی آنها در انتشار یک اسپری با بوی قوی از غدد مقعدی به عنوان یک مکانیسم دفاعی است. این اسپری را می‌توان تا فاصله ۱۰ فوتی اسپری کرد و می‌تواند باعث کوری و حالت تهوع موقت شکارچیان شود. ۱۱ گونه اسکنک در خانواده Mephitidae وجود دارد که شامل اسکانک راه راه، اسکانک خالدار و اسکانک بینی گراز می‌باشد.

## ریشه‌شناسی نام
کلمه Mephitidae از کلمه لاتین "mephitis" به معنای بوی بد گرفته شده‌است. این خانواده از پستانداران به دلیل اسپری بدبوی مشخص خود که به عنوان مکانیزم دفاعی در هنگام تهدید یا حمله آزاد می‌کنند، معمولاً به عنوان اسکانک شناخته می‌شوند. اصطلاح Mephitidae اولین بار در سال ۱۸۳۱ توسط جانورشناس فرانسوی چارلز لوسین بناپارت ابداع شد.